# Клан Прінгл

Нашоломник клану Прінгл.

Герб вождів клану Прінгл.

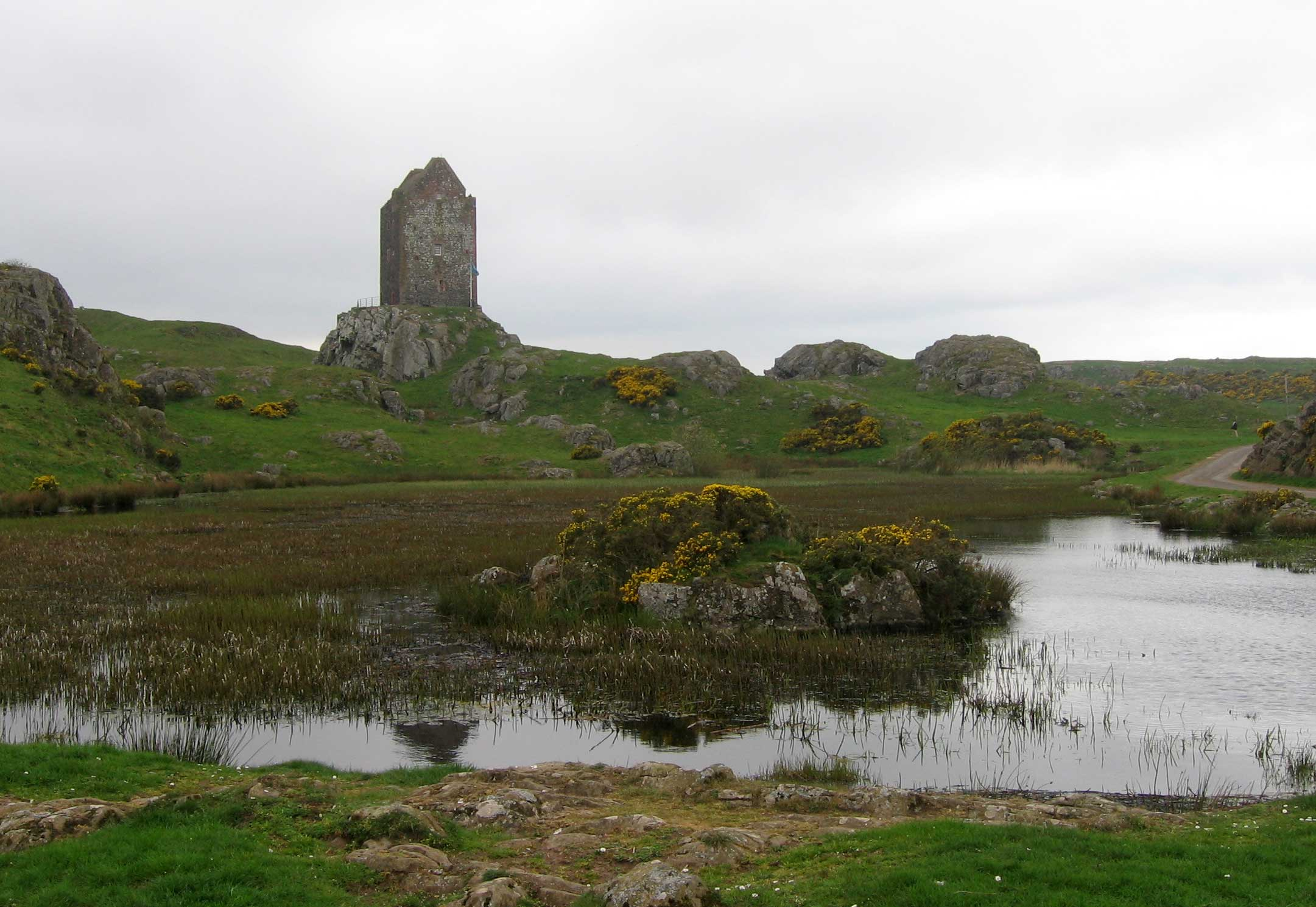
Руїни замку Смайлголм-Тауер.

Клан Прінгл (шотл. Clan Pringle, клан Гоппрінгілл шотл. Clan Hoppringill) — один з кланів рівнинної частини Шотландії — Лоулендсу. На сьогодні клан не має визнаного герольдами Шотландії та лордом Лева вождя, тому клан Прінгл називається в Шотландії "кланом зброєносців. Клан Прінгл володів землями в Шотландському Прикордонні.
Гасло клану: Amicitia Reddit Honores — Дружба приносить шляхетність (лат.)
Резиденція вождів клану: Замок Торсонс
Історична резиденція вождів клану: Замок Гоппрінгл
Останній вождь клану: Джон Гоппрінгл Торсонс (пом. — 21 грудня 1737 року)

## Історія клану Прінгл

### Походження клану Прінгл
Згідно книги «Акти Прінгл» клан Гоппрінгілл або Прінгл виник в часи правління короля Шотландії Олександра III (1249—1286). Таким чином клан Прінгл є одним з найдавніших кланів Шотландського Прикордоння.
Назва клану Прінгл має територіальне походження — походить від назви місцевості в приході Стоу на правому березі річки Гала-Вотер, в десяти милях на північ від Галашілс. Землі Гоппрінгл лежать на відстані півмилі вгору від берега річки на південних схилах хребта, що розділяє річки Армет та Тодол (тепер вони називаються Армет-Вотер та Тодол Барн). Цей хребет утворює півколо в західній частині басейну річки Гала. Це півколо гірського пагорба і називалося в давні часи Гоппрінгілл, що підтверджується давніми історичними документами.
Є версія, що ця назва походить від слів Гопп, Гоуп, Оп, Ап, що походить від давньоскандинавського слова Гоп (скан. — Hop) — «притулок», що означало невелику закриту долину. Решта складів цієї назви означали «пагорб». Тобто Гоппрінгілл означає маленьку закриту пагорбом долину.
Повна назва клану — Гоппрінгілл використовувалась більш ніж 300 років. Останнє використання такої назви клану датується 1737 роком, коли помер останній вождь цього клану — Джон Гоппрінгл Торсонс. Близько 1590 року з'являється назва Прінгілл (Pringill) і поступово стає домінуючою формою назви клану. Приблизно до 1650 року ця назва витісняється назвою Прінгл.

### XIV—XVII століття
У XIV столітті клан був союзником графа Дуглас. Клан був зброєносцем графів Дуглас. Наприкінці XIV століття клан був визнаний самостійним кланом, за ним були визнані землі Ерлсайд у Лодердейлі. У XV столітті клан вірно служив королям Шотландії — Джеймсу IV та Джеймсу V. Зокрема, люди клану Гоппрінгілл були сурмачами армії короля Джеймса IV. Клан брав участь у битві під Флодден у 1513 році і чимало людей клану полягло за короля в цій битві. Протягом 100 років — з 1389 по 1489 рік клан Гоппрінгілл був досить відомим в Шотландії. Було відомо чимало благородних леді з клану Гоппрінгілл, що були дочками вождів клану, серед них були наставниці жіночих монастирів Шотландії, зокрема монастирів Колдстрім та Конвент. Вожді клану стали в XV столітті в Шотландії відомими виробниками шерсті, зокрема дані про це відносяться до 1540 року. Зокрема, клан займався питаннями збуту шерсті овець, що належали королю Шотландії. Як і всі шотландські клани Прикордоння клан Прінгл здійснював рейди на територію Англії з метою захоплення здобичі. Це в ті часи вважалося доблестю. Але в кінці XVI століття король Джеймс VI, що став одночасно королем Шотландії та Англії вирішив покласти цьому край. Вожді клану Прінгл, як і вожді інших шотландських кланів Прикордоння, інші лайрди постали перед королем у 1592 році і поклялися бути законослухняними і виконувати волю маршалів Шотландії. Клан намагався жити в мирі з сусідами, на той час клан мав не менше шести молодших гілок клану. Останній вождь клану Прінгл — Джон Гоппрінгл Торсонс помер у 1737 році. Його дочка Маргарет вийшла заміж за Гілберта Прінгла — другого сина II баронета Стітхілл. Після цього панівною гілкою в клані стала гілка Прінгл Стітхілл, що отримали свої землі у 1630 році. З цієї гілки вийшов сер Роберт, що став баронетом Нової Шотландії в 1683 році. І хоча він потім змушений був продати свої землі, але титул баронета лишився за його нащадками до XXI століття. Нині асоціація клану Прінгл постійно піднімає питання про визнання вождя клану Прінгл.

## Замки клану Прінгл
Резиденцією вождів клану Прінгл в давні часи був замок Гоппрінгл, а потім замок Торсонс на березі річки Гала-Вотер. Крім цього клан володів замками Смайлголм-Тауер, Бакголм-Тауер, Товудлі-Тауер, Гала-Хаус, Вайтбенк-Тауер, Яйр-Хаус, Стіхілл-Хаус, Гейнінг-Хаус у Селріку. Крім цього клан Прінгл володів деякий час замками Гріннау-Тауер та Крайгкрук-Кастл.

## Баронети Стіхілл
У свій час два представника клану Прінгл отримали титул баронета. Один з них був головою гілки Прінгл Стіхілл. Він отримав титул баронета Нової Шотландії в 1683 році. Другим чоловіком з клану Прінгл, що отримав титул баронета був доктор сер Джон Прінгл Пелл-Мелл — баронет Великої Британії, отримав цей титул у 1766 році. Х баронет Стіхілл — генерал-лейтенант сер Стюарт Прінгл Стіхілл помер у 2013 році і спадкоємність титулу нині активно дискутується.

## Сенатори колегії юристів Шотландії
Серед людей клану Прінгл були сенатори колегії юристів Шотландії. Зокрема, цб посаду отримували:
- 6 червня 1718 року — сер Вальтер Прінгл отримав титул лорд Ньюхолл.
- 1 липня 1729 року — Джон Прінгл Гейнінг отримав титул лорд Хейнінг.
- 20 листопада 1754 року — Роберт Прінгл отримав титул лорд Едгефілд.
- 14 червня 1757 року — Ендрю Прінгл отримав титул лорд Алемор.